# منظمة العفو الدولية في جنوب إفريقيا
منظمة العفو الدولية في جنوب أفريقيا (AI SA) هي منظمة في جنوب أفريقيا تسعى إلى وضع حد لانتهاكات حقوق الإنسان بمساعدة المنظمة المقترنة بها: العفو الدولية.
أسست في عام 1990 وتحولت من بداياتها المتواضعة إلى طرف له دور رئيسي في فترة تحول جنوب أفريقيا إلى ديمقراطية، وصارت جزءًا هامًا في حركة العفو الدولية، حيث استضافت اجتماع المجلس الدولي لمنظمة العفو الدولية في عام 1997. أما الآن فلا تزال المنظمة مستمرة في تنظيم الحملات على كافة الأصعدة مما يتضمن حق الإنسان في التعليم، وحقوق المرأة، وتنظيم الأسلحة، وزيمبابوي.

## تاريخ المنظمة
لم يتسنى لمنظمة العفو الدولية أن تفتتح فرعًا لها في جنوب أفريقيا إلأ في أواخر الثمانينيات، ويرجع ذلك إلى قوانين منع اختلاط الأعراق في الاجتماعات تحت حكم نظام الفصل العنصري، ورغم ذلك تواجد بعض أعضاء المنظمة في لندن بمفردهم. ولم تسمح الأمانة الدولية بتكوين أي جماعات في جنوب أفريقيا إلا بعد حلول عام 1990 عندما تحسنت الأوضاع بعد تخفيف الاضطهاد العنصري وفك الحظر عن المؤتمر الوطني الأفريقي والمنظمات الموالية له.
وفي الفترة 1990-1992 تكونت أربع جماعات في أنحاء البلد؛ وتكونت أول جماعة في بورت إليزابيث أولهم، وتبعها جماعة أخرى في ديربان، ثم في بيترماريتزبرغ، ثم في بريتوريا. ثم تقابل أعضاء تلك الجماعات الأربعة عام 1993 لتكوين اللجنة التنظيمية الوطنية، وكان من بين ممثلي الجماعات: بيوتر نووساد وليندا شتيبل. وبحلول ذلك الوقت تكونت جماعات أخرى في كيب تاون، وجوهانسبرغ، وجراهامستاون. واُفتتح مكتبًا وطنيًا في كيب تاون عام 1995 ثم انتقل إلى بريتوريا عام 1998. وبحلول ذلك الوقت تكونت لجنة بديلة للجنة التنظيمية الوطنية، وترأسها أحد أعضائها لأول مرة في عام 2001.
وتتلخص إنجازات العفو الدولية في جنوب أفريقيا في الضغط السياسي بهدف إلغاء عقوبة الإعدام، وإنشاء برنامج تدريبي لتوعية الشرطة الوطنية بحقوق الإنسان مع التركيز على حقوق الطفل، والضغط السياسي لمنع بيع الأسلحة من قبل حكومة جنوب أفريقيا إلى بعض الدول التي لا تحترم حقوق الإنسان مثل تركيا ورواندا وبوروندي. وفي عام 1995 زار بيير سان (الأمين العام للعفو الدولية) جنوب أفريقيا وقابل نائب الرئيس ثابو مبيكي لمناقشة انتهاكات حقوق الإنسان في جنوب أفريقيا ونيجيريا ومنطقة البحيرات العظمى الأفريقية. وفي عام 1997 استضافت العفو الدولية في جنوب أفريقيا اجتماع المجلس الدولي التابع لحركة العفو الدولية في كيب تاون، كما حضر إلى ذلك الحدث أيضًا رئيس الأساقفة في جنوب أفريقيا ديزموند توتو الحاصل على جائزة نوبل.
وفي عام 2006 صوتت حركة العفو الدولية على إنشاء برنامج التنمية الذي يسمح لصندوق التعبئة الدولي (الذي يتواجد مقره داخل الأمانة الدولية) بتولي مسؤولية حكم وإدارة المنظمة لمدة 2-3 سنوات.

## الحملات المعاصرة
وتدير العفو الدولية في جنوب أفريقيا برنامج التوعية بحقوق الإنسان، وهو عبارة عن حملة لإيقاف العنف ضد المرأة ووضع حد لانتهاكات حقوق الإنسان في زيمبابوي.
وحاليًا تُشكل الحرب في درفور في السودان أحد أهم أولويات العفو الدولية، وذلك نتيجة لانتهاكات حقوق الإنسان المتكررة التي تحدث على نطاق واسع. ودعت المنظمة إلى إرسال قوات الأمم المتحدة لحفظ السلام لمنع النزاعات ووضع حد للشقاء غير الضروري.